# آلکو اسکندریان
آلکو اسکندریان (انگلیسی: Alecko Eskandarian زاده ۹ ژوئیه ۱۹۸۲ در مونتویل، نیوجرسی) بازیکن فوتبال بازنشسته و مربی فوتبال ایرانی–آمریکایی ارمنی‌تبار است. او در سال ۲۰۰۳ یک بازی ملی برای تیم ملی فوتبال مردان آمریکا انجام داده‌است. او فرزند آندرانیک اسکندریان (بازیکن سابق تیم ملی فوتبال ایران) است. اسکندریان در رئال سالت لیک، دی.سی. یونایتد، تورنتو اف‌سی، چیواس و لس‌آنجلس گلکسی بازی کرده‌است.
او فارغ‌التحصیل رشته اقتصاد از دانشگاه ویرجینیا است.